# Pác Nặm
Pác Nặm là một huyện thuộc tỉnh Bắc Kạn, Việt Nam.

## Địa lý
Huyện Pác Nặm nằm ở phía bắc của tỉnh Bắc Kạn, có vị trí địa lý:
- Phía đông giáp huyện Nguyên Bình, tỉnh Cao Bằng
- Phía tây giáp huyện Na Hang, tỉnh Tuyên Quang
- Phía bắc giáp huyện Bảo Lâm và huyện Bảo Lạc, tỉnh Cao Bằng
- Phía nam giáp huyện Ba Bể.

Huyện Pác Nặm có 47.364 ha và 33.439 người (số liệu năm 2019).

## Hành chính
Huyện Pác Nặm có 10 đơn vị hành chính cấp xã trực thuộc, bao gồm 10 xã: An Thắng, Bằng Thành, Bộc Bố (huyện lỵ), Cao Tân, Cổ Linh, Công Bằng, Giáo Hiệu, Nghiên Loan, Nhạn Môn, Xuân La.

## Lịch sử
Huyện Pác Nặm được thành lập năm 2003 theo Nghị định số 56/2003/NĐ-CP ngày 28 tháng 5 năm 2003 của Chính phủ. Theo đó, huyện Pác Nặm được thành lập trên cơ sở 47.364 ha diện tích tự nhiên và 26.131 nhân khẩu của huyện Ba Bể. Huyện Pác Nặm có 10 đơn vị hành chính trực thuộc, gồm các xã: Công Bằng, Giáo Hiệu, Nhạn Môn, Bằng Thành, Bộc Bố, Cao Tân, Nghiên Loan, An Thắng, Xuân La và Cổ Linh.